# Bojan Puzigaća
Bojan Puzigaća (cyr. Бојан Пузигаћа; ur. 10 maja 1985 w Drvarze) – bośniacki piłkarz występujący na pozycji obrońcy w FK Krupa. Może grać także w linii pomocy.

## Życiorys
Puzigaća rozpoczynał seniorską karierę w 2006 roku w czołowym zespole bośniackiej Premijer ligi – Boracu Banja Luka, w którym pełnił rolę kapitana. W 2009 roku trafił do NK Čelik Zenica, jednak już po 6 miesiącach ze względu na nieporozumienie z prezesem Miloradem Janjetovićem (który również przeszedł do klubu z Boraca) wrócił do macierzystej drużyny. Po powrocie do Banja Luki był podstawowym zawodnikiem zespołu. W rundzie jesiennej sezonu 2010/11 zagrał we wszystkich 12 meczach ligowych, zdobywając w nich 2 bramki, a jego klub zakończył półmetek rozgrywek na pozycji lidera. Piłkarz miał ważny kontrakt do 2014 roku, jednak już pod koniec stycznia 2011 r. pojawił się na testach w Cracovii. Zaprezentował się z dobrej strony w sparingu z Zagłębiem Sosnowiec i 30 stycznia tego roku oficjalnie został graczem "Pasów". Wkrótce dołączył do niego jego kolega z Boraca, Vule Trivunović.